# El Gran Catsby
El Gran Catsby (Idioma coreano: 위대한 캣츠비, Idioma inglés: The Great Catsby) es un manhwa creado por Kang Doha. Se publicó por primera vez en Empas en 2004, pero se descontinuó en 2005. Daum también publicó el cómic en su idioma original en Internet, de Corea del Sur. En 2007 el manhwa fue editada por Glenat desde 2006 hasta 2008 en formato comic book en un total de 6 tomos y traducido al español.
El Gran Catsby es la historia de Catsby un universitario graduado de veintidós años e incapaz de encontrar empleo, comparte habitación con su amigo de universidad Houndu, a Catsby lo acaba de dejar su novia por otro hombre y es millonario. pero Houndu su amigo, lo saca a pasear para pasar las penas de amor y lo emborracha tratando de animarlo y conquistar otras chicas, pero Catsby no olvida a Persu su antigua novia, él se siente humillado, frustrado y su situación no ha hecho más que empeorar las cosas. Gran parte del manhwa está inspirada en algunas películas europeas y filosofía nihilista como lo narra la trama. Los personajes de la obra están dibujados en su mayoría como animales antropomórficos (Catsby es obviamente un gato, como Persu y Sol; Houndu y el marido de Persu son perros) también se incluyen personajes humanos. La composición de las páginas es muy visual, cinematográfica: no sigue un típico esquema de viñetas sino que cada página es diferente, algunas con una única imagen, otras con una misma imagen repetida varias veces con pequeños cambios. La historia avanza más, en muchos casos, con las expresiones y los sentimientos que evocan las imágenes que con los textos, que en proporción son escasos.
En 2007. La obra se adaptó a un Dorama bajo el nombre The Great Catsby, con 24 episodios. La diferencia de esta serie es que no son animales antropomórficos, sino personajes de carne y hueso.

## Argumento
El protagonista Catsby es un universitario que, una vez graduado, ha sido incapaz de encontrar un empleo y vive prácticamente a expensas de su amigo Houndu, antiguo compañero de estudios con el que comparte piso. Toda la historia gira a partir de un hecho inicial: la novia de Catsby Persu decide, tras seis años de relación, casarse con otro, un viudo rico mucho mayor que ella. A partir de ese hecho los cambios se suceden en la vida de Catsby: su padre le da un ultimátum para que siente la cabeza y le de nietos, por lo que acude a una agencia matrimonial e inicia una relación con otra chica -Sol- sin haber olvidado aún a su anterior amor. Persu, a su vez, descubre que el matrimonio no es lo que esperaba y que sigue queriendo a Catsby. Y Houndu está siempre presente en las relaciones entre todos ellos, y conforme pasa el tiempo se va descubriendo que quizás está mucho más implicado en sus vidas de lo que pudiese parecer.
La historia avanza incluyendo saltos hacia atrás en el tiempo para explicar cómo los personajes han llegado hasta el punto inicial, y por qué toman en cada momento las decisiones que les llevan en una u otra dirección. Asimismo la trama se ayuda con escenas irreales, algunas sacadas directamente de la mente de los personajes: sus sueños, sus deseos, o incluso sus versiones subjetivas de cómo sucedieron las cosas; otras escenas son simplemente simbólicas, mostrando el estado anímico de los personajes a través de paisajes u objetos inanimados. El desenlace es más amargo que dulce, como corresponde a personajes que, según se ve, aunque sueñen con ser cisnes no pueden cambiar el hecho de que han nacido patos. Y aunque el giro final es supuestamente inesperado, el autor ha dejado por el camino pistas más que suficientes como para que el lector sospeche ya cual es la historia real subyacente.